# Język soninke
Język soninke – język nigero-kongijski z grupy mande, używany przez lud Soninke w Afryce Zachodniej, głównie na terytorium Republiki Mali, mniejsze skupiska występują też na terytorium Wybrzeża Kości Słoniowej, Gambii, Gwinei, Gwinei Bissau, Mauretanii i Senegalu. Liczba mówiących wynosi około 1 miliona.